# Marcin Przybyłowicz

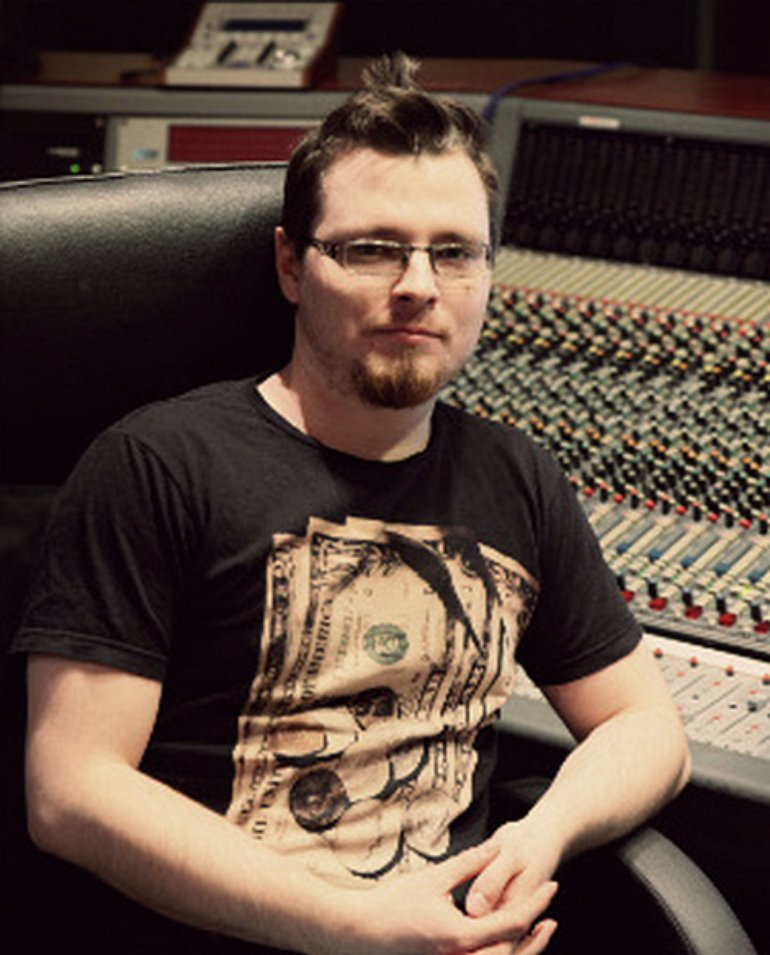
Marcin Przybyłowicz (2019)

Marcin Przybyłowicz (* 4. Mai 1985) ist ein polnischer Komponist und Sounddesigner vor allem für Computerspiele. Er ist insbesondere für seine Beiträge als Musikdirektor und Hauptkomponist für The Witcher 3: Wild Hunt und als Sounddesigner für The Vanishing of Ethan Carter bekannt. Er komponierte auch die Musik für die vom polnischen öffentlich-rechtlichen Rundfunk Telewizja Polska produzierte historische Fernsehserie Korona królów.
In einem Interview mit dem Headliner Magazine sagte er, wie der Soundtrack und die Musik für Cyberpunk 2077 entstanden sind:

“We quickly found out that the key word for our work on Cyberpunk was attitude. The music is written for a dangerous, dirty world that doesn’t play fair.”

„Wir haben schnell herausgefunden, dass das Schlüsselwort für unsere Arbeit an Cyberpunk Haltung ist. Die Musik ist für eine gefährliche, schmutzige Welt geschrieben, die nicht fair spielt.“

## Werke

### Computerspiele
- 2011: The Witcher 2: Assassins of Kings (als Komponist)
- 2011: Hard Reset (als Sounddesigner)
- 2011: Afterfall: Insanity (als Komponist)
- 2014: The Vanishing of Ethan Carter (als Sounddesigner)
- 2014: Ancient Space (als Komponist)
- 2015: The Witcher: Battle Arena (als Komponist)
- 2015: The Witcher 3: Wild Hunt (als Komponist und Musikdirektor)
- 2015: The Witcher 3: Wild Hunt – Hearts of Stone (als Komponist und Musikdirektor)
- 2015: Hard West (als Komponist)
- 2016: The Witcher 3: Wild Hunt – Blood and Wine (als Komponist und Musikdirektor)
- 2016: Gloria Victis (als Komponist für das Hauptthema)
- 2017: Full of Stars (als Komponist)[6]
- 2017: Seven: The Days Long Gone (als Komponist)
- 2018: Phantom Doctrine (als Komponist)
- 2018: Gwent: The Witcher Card Game (als Komponist)[7]
- 2018: Thronebreaker: The Witcher Tales (als Komponist und Musikdirektor)
- 2020: Cyberpunk 2077 (als Komponist)[7]
- 2021: Resident Evil Village (als Komponist)
- 2023: UFO ROBOT GRENDIZER – The Feast of the Wolves (als Komponist)
- 2023: Cyberpunk 2077: Phantom Liberty

### Fernsehserien
- 2018: Korona królów (als Komponist)
- 2023: Cyberpunk: Edgerunners (als Komponist)

## Auszeichnungen für Musikverkäufe
| Goldene Schallplatte - Polen - 2021: für das Lied A Gifted Man Brings Gifts Galore - 2021: für das Lied Beyond Hill and Dale - 2021: für das Lied Breaking In - 2021: für das Lied Conjuction of the Spheres - 2021: für das Lied Evil’s Soft First Touches - 2021: für das Lied Go Back Whence You Came - 2021: für das Lied Mystery Man - 2021: für das Lied NCPD Prowl - 2021: für das Lied On the Champs-Désolés - 2021: für das Lied Searching for Cecilia Bellant - 2021: für das Lied Seeking Resonance - 2021: für das Lied Syanna - 2021: für das Lied The Beast of Beauclair - 2021: für das Lied The Big Four - 2021: für das Lied The House of the Borsodis - 2021: für das Lied The Mandragora - 2021: für das Lied The Possesion of Jarl Udalryk - 2021: für das Lied The Temple of Lilvani - 2021: für das Lied What Lies Unseen - 2021: für das Lied Whatsoever a Man Soweth - 2021: für das Lied Wilcza zamieć - 2024: für das Lied Wushu Dolls Platin-Schallplatte - Polen - 2021: für das Lied Child of the Elder Blood - 2021: für das Lied Emhyr van Emreis - 2021: für das Lied Family Matters - 2021: für das Lied Farewell, Old Friend - 2021: für das Lied Go for It - 2021: für das Lied Hearts of Stone - 2021: für das Lied Hjalmar’s Axe - 2021: für das Lied I Name Thee Dea and Embrace thee as My Daughter - 2021: für das Lied In the Giant’s Shadow - 2021: für das Lied King Bran’s Final Voyage - 2021: für das Lied Lady of the Lake - 2021: für das Lied On Thin Ice - 2021: für das Lied The Hunt is Coming - 2021: für das Lied Welcome, Imlerith - 2021: für das Lied Wind in the Caroberta Woods - 2021: für das Lied Words on Wind - 2021: für das Lied You’re… Immortal? - 2024: für das Lied Evening In The Tavern | 2× Platin-Schallplatte - Polen - 2021: für das Lied A Story You Won’t Believe - 2021: für das Lied Aen Seidhe - 2021: für das Lied Another Round for Everyone - 2021: für das Lied Back on the Path - 2021: für das Lied Blood and Wine - 2021: für das Lied Commanding the Fury - 2021: für das Lied Eredin, King of the Hunt - 2021: für das Lied Fate Calls - 2021: für das Lied The Hunter’s Path - 2021: für das Lied The Song of the Sword-Dancer - 2021: für das Lied Wake Up Ciri - 2024: für das Lied V 3× Platin-Schallplatte - Polen - 2021: für das Lied Lullaby of Woe - 2021: für das Lied Steel for Humans - 2021: für das Lied The Vagabond - 2021: für das Lied Wolven Storm Diamantene Schallplatte - Polen - 2021: für das Lied Geralt of Rivia - 2021: für das Lied Kaer Morhen - 2021: für das Lied Silver for Monsters - 2021: für das Lied The Trail |

| Land/RegionAuszeichnungen für Musikverkäufe (Land/Region, Auszeichnungen, Verkäufe, Quellen) | Gold       | Platin       | Diamant     | Verkäufe  | Quellen |
| -------------------------------------------------------------------------------------------- | ---------- | ------------ | ----------- | --------- | ------- |
| Polen (ZPAV)                                                                                 | 22× Gold22 | 54× Platin54 | 4× Diamant4 | 4.250.000 | olis.pl |
| Insgesamt                                                                                    | 22× Gold22 | 54× Platin54 | 4× Diamant4 |           |         |